# Підгруздок біло-чорний
Підгруздок біло-чорний (Russula albonigra (Krombh.) Fr.) — вид базидіомікотових грибів роду сироїжка (Russula) родини сироїжкових (Russulaceae).

## Будова
Шапинка 5-12 см в діаметрі, м'ясиста, щільна, в молодому віці випукла, пізніше увігнута, лійкоподібна, з підвернутим, опущеним гладким товстим краєм. Поверхня матова, гладка, суха, шкірка частково знімається. Забарвлення від брудно-білого до коричнево-чорного, в зрілому віці може бути зовсім чорною.
Гіменофор пластинчастий. Пластинки часті, білі або кремові, з часом чорніють.
Ніжка коротка 3-7 х 1,5-2,5 см,, циліндрична, щільна, біла, чорніюча, гола.
М'якоть щільна, тверда, в молодих тіл біла, з віком чорніє, з невиразним запахом.
Спори 7-9 х 5,7-6,5 мкм, еліпсоїдні, без кольору. Споровий порошок білий, світло-кремовий.
Особливістю плодового тіла грибів даного виду є швидке потемніння гриба в місцях пошкодження.

## Поширення
Вид широко поширений в Євразії та Північній Америці, зустрічається як в хвойних, так і в листяних лісах, утворюючи мікоризу з березою і сосною. В Україні розповсюджений на Правобережному Поліссі.

## Використання
Їстівний гриб низької харчової якості. Споживається вареним, смаженим, а також соленим.